# 1타임
1타임(영어: 1Time)은 남아프리카공화국의 저비용 항공사였다. 2003년 설립되었으나, 2012년 11월 2일 파산신청해 전 항공편 운항이 중지되었다.

## 보유 기종
- 2012년 4월 기준으로 원타임은 다음과 같은 기종을 보유하고 있다.[3]

## 같이 보기
- 쿨룰라 에어
- 망고 항공

## 사진

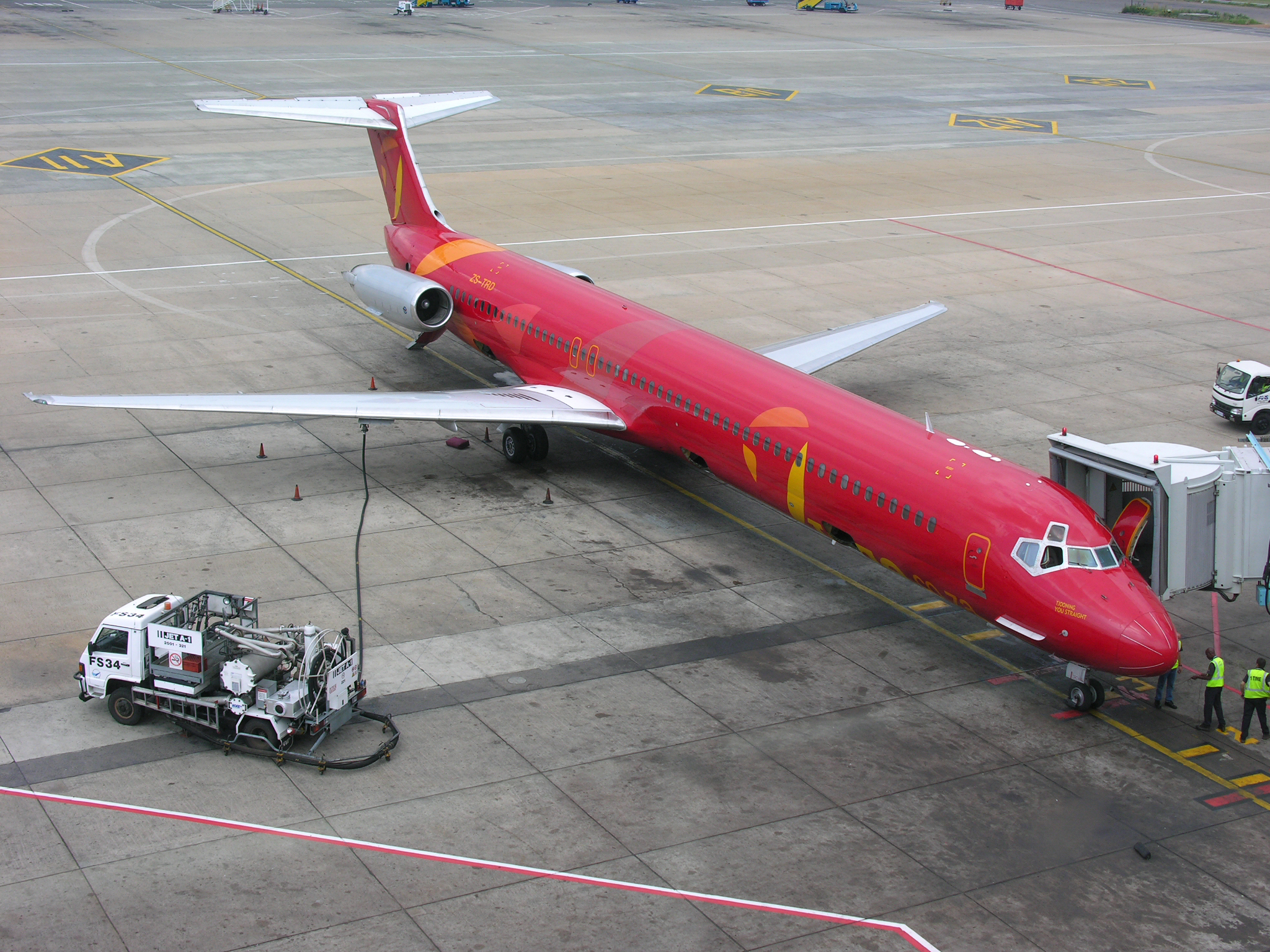
원타임 소속 맥도넬더글러스 MD-82 항공기
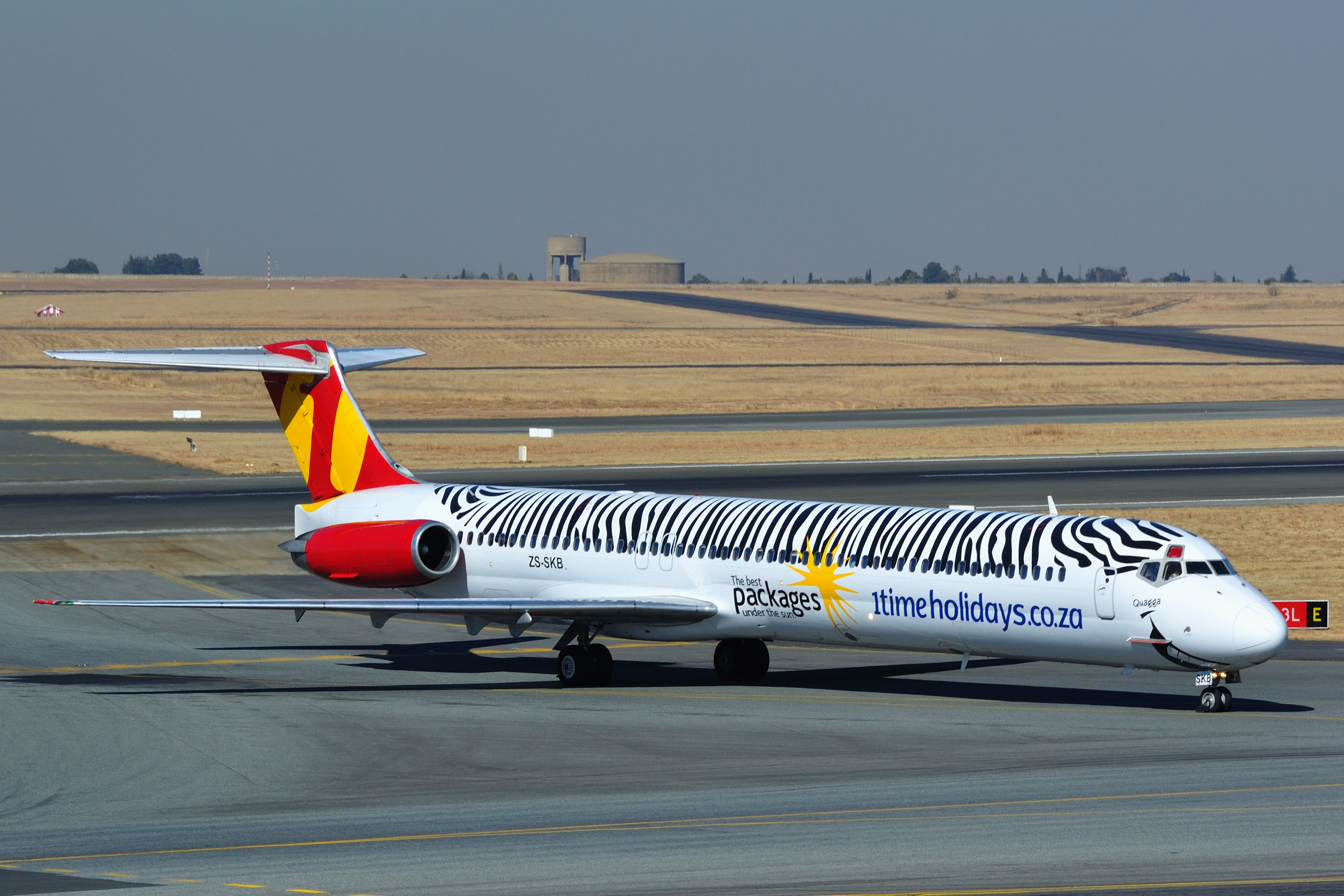
원타임 소속 맥도넬더글러스 MD-83 항공기
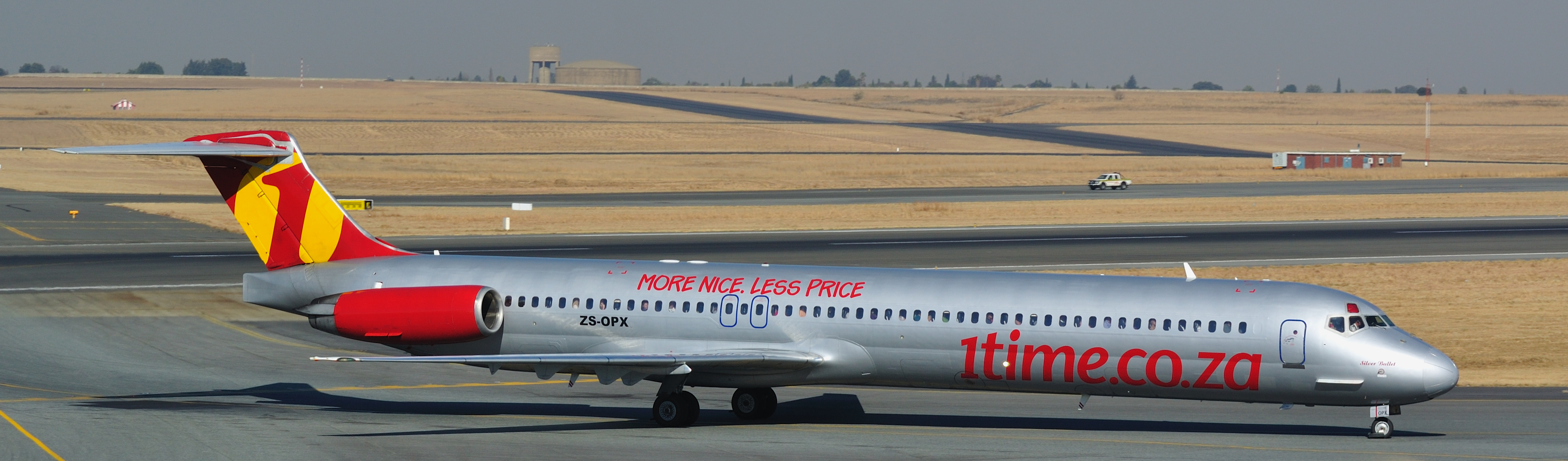
원타임 소속 맥도넬더글러스 MD-83 항공기
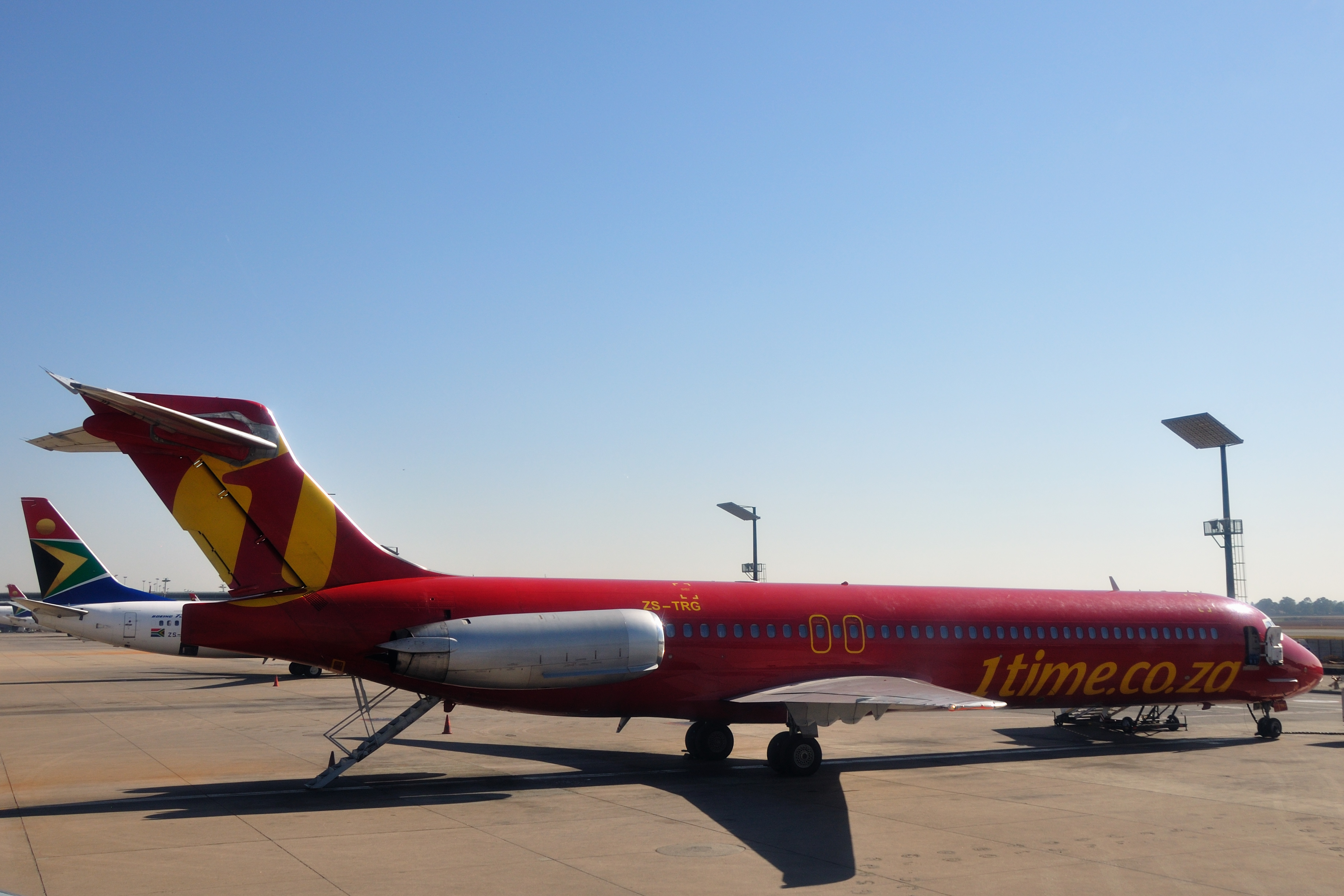
원타임 소속 맥도넬더글러스 MD-87 항공기
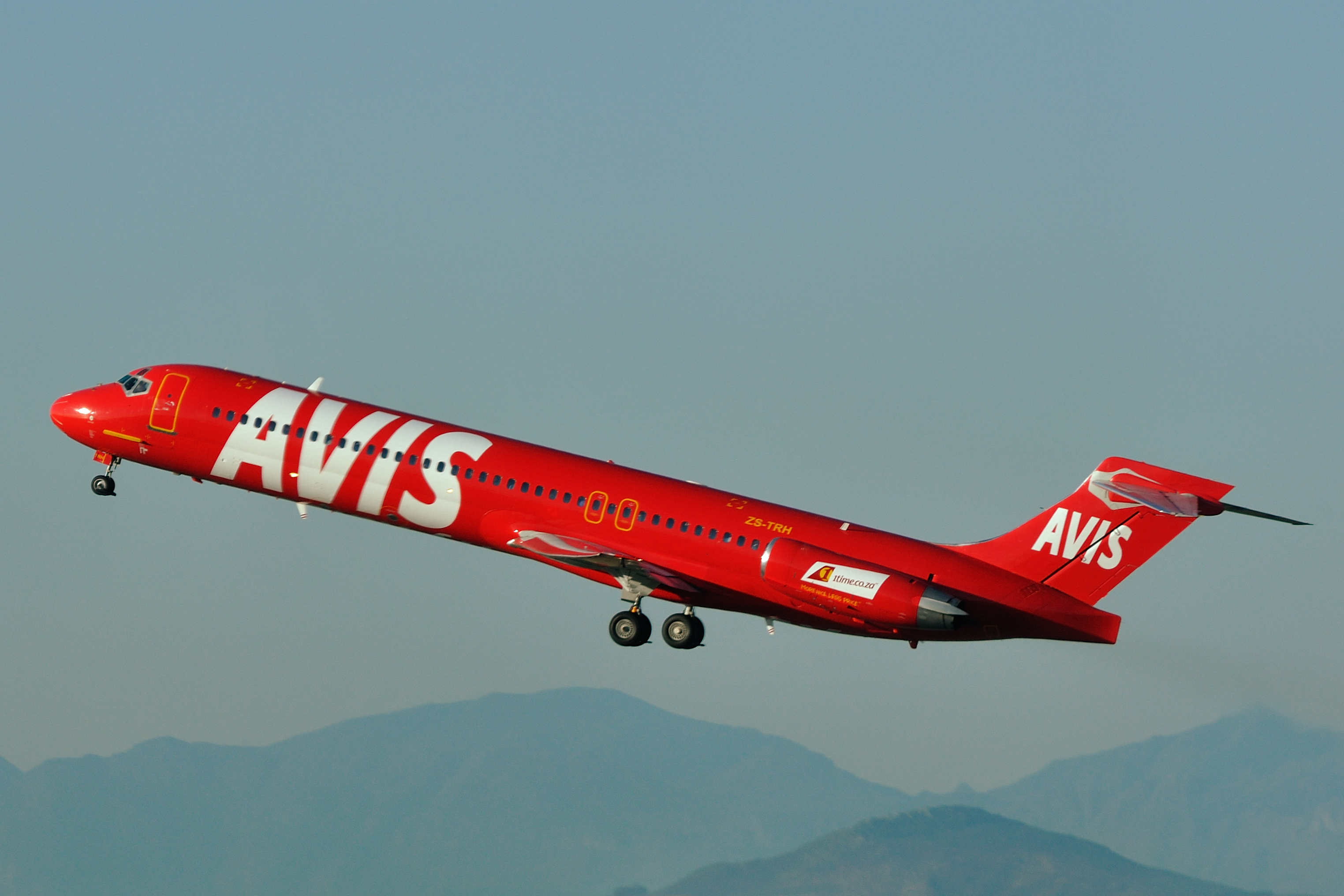
원타임 소속 맥도넬더글러스 MD-87 항공기